# Walther Schmitt (Mediziner)
Walther Schmitt (* 25. September 1888 in Ludwigshafen am Rhein; † 11. Dezember 1931 in Essen) war ein deutscher Gynäkologe und Hochschullehrer.

## Leben
Walther Schmitt besuchte das humanistische Gymnasium in Würzburg. Anschließend studierte er an den Universitäten Würzburg und München Medizin. 1908 wurde er in Würzburg Mitglied des Corps Moenania. Nach Abschluss des Studiums und Ableistung des Militärdienstes als einjährig-freiwilliger Arzt und Teilnahme am Ersten Weltkrieg, zuletzt als Oberarzt der Reserve, wurde er 1919 Assistenzarzt in der Würzburger Universitätsfrauenklinik bei Max Hofmeier und später Carl Joseph Gauß. 1921 habilitierte er sich in Würzburg für Geburtshilfe und Gynäkologie. 1925 wurde er dort zum außerordentlichen Professor berufen. 1929 wurde er zum Chefarzt der geburtshilflich-gynäkologischen Abteilung am Elisabeth-Krankenhaus in Essen berufen.

## Auszeichnungen
Im Ersten Weltkrieg wurde Walther Schmitt mit folgenden Orden ausgezeichnet:
- Eisernes Kreuz II. und I. Klasse
- Bayerischer Militärverdienstorden 4. Klasse mit Schwertern
- Oldenburgisches Friedrich August-Kreuz 2. und 1. Klasse

## Schriften
- Über die Histologie der Salpingitis chronica, 1913
- Über Narcylenbetäubung, 1925
- Chronischer Tetanus
- Bakterienflora des Scheidensekrets
- Todesfälle im Wochenbett an nicht puerpuraler Sepsis
- Schematischer Dauerschlaf
- Verhütung des Kindbettfieders
- Geburtsleitung beim engen Becken
- Abortbehandlung
- Operative Behandlung des Uteruscarcinoms
- Strahlenbehandlung des Uteruscarcinoms
- Physiologie der Placentagefäße
- Regulierung des Blutkreislaufs in der Placenta
- Regulierung des foetalen Gaswechsels
- Blutbewegung in Placenta und Nabelstrang
- Behandlung der Dysmenorrhoe und Sterilität
- Strahlenbehandlung und Nachkommenschaft
- Schwangerschaftsunterbrechung bei Lungentuberkulose
- Über die Bedeutung der intranterinen Atembewegungen beim Foetus
- Physiologie des schwangeren Uterus
- Biologische Grundlagen der gynäkologischen Strahlentherapie
- Anwendungsmöglichkeiten von Organbestrahlungen in der Gynäkologie